# Сольники-Мале
Сольники-Мале (пол. Solniki Małe) — село в Польщі, у гміні Берутув Олесницького повіту Нижньосілезького воєводства.
Населення — 274 особи (2011).
У 1975-1998 роках село належало до Вроцлавського воєводства.

## Демографія
Демографічна структура станом на 31 березня 2011 року:
|          | Загалом | Допрацездатний вік | Працездатний вік | Постпрацездатний вік |
| -------- | ------- | ------------------ | ---------------- | -------------------- |
| Чоловіки | 143     | 22                 | 102              | 19                   |
| Жінки    | 131     | 15                 | 83               | 33                   |
| Разом    | 274     | 37                 | 185              | 52                   |